# Jakub Havrlant
Jakub Havrlant (* 5. května 1984) je zakladatel, CEO a jediný akcionář investiční skupiny Rockaway Capital. Založil ji v roce 2013 s vizí vybudovat investiční společnost zaměřenou na rozvoj digitální ekonomiky vybraných trhů prostřednictvím budování, investování a akvizic internetových společností a startupů. Jeho skupina dnes hospodaří s mnohamilionovými aktivy a investuje do digitálních technologií v e-commerce, logistice, médiích, fintech, blockchainu a venture kapitálu.
Do jejího portfolia patří například Euromedia Group, český startup Productboard a projekty Campiri, BudgetBakers nebo Manifesto. Rockaway Capital je mimo jiné strategickým investorem Mezinárodního filmového festivalu Karlovy Vary nebo tuzemského hudebního festivalu Colours of Ostrava.

## Podnikatelské aktivity
Během svého studia na Vysoké škole ekonomické v Praze v roce 2007 založil s Alexisem Manachem internetové tržiště s nemovitostmi Bezrealitky.cz. Projekt propojující realitní nabídku a poptávku jako první v tuzemsku využíval technologii Google Maps.
V roce 2009 polovinu vlastního real estate portálu prodal polské e-commerce skupině Allegro Group (součástí globálního koncernu Naspers, vlastnící akcie např. Facebooku). Tento krok mu otevřel cestu k pozici CEO Allegro Group pro oblast Česka, Slovenska a pobaltských států, kterou zastával v letech 2010 až 2013.
V roce 2014 začal s podporou Daniela Křetínského a Patrika Tkáče budovat skupinu e-shopů pod názvem E-commerce Holding. Poslední akvizicí v rámci skupiny, už s účastí PPF, byla společnost Netretail Holding, pod níž patřil Mall.cz a Heureka.cz. V létě 2016 se akvizice vyjma Heureky začlenily pod Mall Group, kterou Havrlant jako CEO vedl až do roku 2019.
Před založením Rockaway Havrlant jako andělský investor dlouhodobě podporoval startupy v Česku (např. Brand Embassy, dnes platforma pro péči o zákazníky, která spolupracuje například s Apple), v Brazílii (např. fintech startup Creditas, který při exitu v roce 2017 zvýšil hodnotu podílu téměř 10x), nebo v USA (např. ProductBoard, do kterého v roce 2018 investovala i skupina Kleiner Perkins Caufield & Byers, která taktéž figuruje v Amazonu, Googlu a dalších globálních firmách).
Havrlant založil Rockaway Capital se záměrem budovat silné společnosti s využitím digitálních technologií. Za rok 2019 dosáhly firmy pod správou Rockaway agregovaných tržeb přes 2,5 miliardy eur, se zaměstnaností více než 5000 lidí v 17 evropských státech. Havrlant je také známý svými investicemi do technologických startupů a blockchainových projektů. Rockaway Ventures, startupový fond skupiny, který momentálně[kdy?] rozšiřuje svoji působnost na německém trhu, blockchainová divize Rockaway X investující do významných investičních fondů jako Andreessen Horowitz.

## Ocenění
V roce 2022 byl Jakub Havrlant vyhlášen EY Podnikatelem roku, oceněním udělovaným společností Ernst & Young za mimořádné podnikatelské úspěchy a inovace.